# Lampioane chinezești
Lampioane chinezești este un film românesc din 2015 regizat de Bogdan Theodor Olteanu. Rolurile principale au fost interpretate de actorii Crina Semciuc, Ana Ularu, Alex Pavel.

## Distribuție
Distribuția filmului este alcătuită din:
- Alex Pavel — Pavel
- Sorin Flutur
- Codrin Boldea
- Ana Ularu — Elvira
- Alin State — jucătorul de șah
- Tudor D.Popescu — Toboșarul
- Crina Semciuc — Nina